# Élections cantonales de 2011 dans le Puy-de-Dôme
Les élections cantonales ont eu lieu les 20 et 27 mars 2011.

## Contexte départemental

### Assemblée départementale sortante
Avant les élections, le conseil général du Puy-de-Dôme est présidé par Jean-Yves Gouttebel (DVG). Il comprend 61 conseillers généraux issus des 61 cantons du Puy-de-Dôme. 30 d'entre eux sont renouvelables lors de ces élections.
| Parti                             | Sigle | Élus |
| --------------------------------- | ----- | ---- |
| Majorité (27 sièges)              |       |      |
| Divers gauche (ex-PS)             | DVG   | 25   |
| Parti de gauche                   | PG    | 2    |
| Opposition de Gauche (22 sièges)  |       |      |
| Parti socialiste                  | PS    | 16   |
| Parti communiste français         | PCF   | 5    |
| Mouvement républicain et citoyen  | MRC   | 1    |
| Opposition de Droite (12 sièges)  |       |      |
| Union pour un mouvement populaire | UMP   | 11   |
| Nouveau Centre                    | NC    | 1    |
| Président du conseil général      |       |      |
| Jean-Yves Gouttebel (DVG)         |       |      |

## Résultats à l'échelle du département

### Résultats en nombre de sièges
| Parti | Sièges mis en jeu | Élus | Évolution |
| ----- | ----------------- | ---- | --------- |
| PS    | 12                | 13   | +1        |
| PCF   | 3                 | 5    | +2        |
| PG    | 1                 | 1    | =         |
| UMP   | 3                 | 2    | -1        |
| NC    | 1                 | 0    | -1        |
| DVG   | 10                | 9    | -1        |

### Assemblée départementale à l'issue des élections
| Parti                             | Sigle | Élus |
| --------------------------------- | ----- | ---- |
| Majorité (51 sièges)              |       |      |
| Divers gauche (ex-PS)             | DVG   | 24   |
| Parti socialiste                  | PS    | 17   |
| Parti communiste français         | PCF   | 7    |
| Parti de gauche                   | PG    | 2    |
| Mouvement républicain et citoyen  | MRC   | 1    |
| Opposition (10 sièges)            |       |      |
| Union pour un mouvement populaire | UMP   | 10   |
| Président du conseil général      |       |      |
| Jean-Yves Gouttebel (DVG)         |       |      |

## Résultats par canton

### Canton d'Ambert
| Candidats      | Candidats        | Étiquette      | Premier tour | Premier tour | Second tour | Second tour |
| Candidats      | Candidats        | Étiquette      | Voix         | %            | Voix        | %           |
| -------------- | ---------------- | -------------- | ------------ | ------------ | ----------- | ----------- |
|                | Jacquie Douarre* | FG (PCF)       | 1 893        | 45,57        | 2 383       | 56,64       |
|                | Michel Sauvade   | MoDem          | 1 023        | 24,63        | 1 824       | 43,36       |
|                | Simone Monnerie  | UMP            | 643          | 15,48        |             |             |
|                | Georges Biron    | PS             | 595          | 14,32        |             |             |
|                |                  |                |              |              |             |             |
| Inscrits       | Inscrits         | Inscrits       | 8 594        | 100,00       | 8 594       | 100,00      |
| Abstentions    | Abstentions      | Abstentions    | 4 246        | 49,41        | 4 182       | 48,66       |
| Votants        | Votants          | Votants        | 4 348        | 50,59        | 4 412       | 51,34       |
| Blancs et nuls | Blancs et nuls   | Blancs et nuls | 194          | 4,46         | 205         | 4,65        |
| Exprimés       | Exprimés         | Exprimés       | 4 154        | 95,54        | 4 207       | 95,35       |

*sortant

### Canton de Beaumont
| Candidats      | Candidats        | Étiquette      | Premier tour | Premier tour | Second tour | Second tour |
| Candidats      | Candidats        | Étiquette      | Voix         | %            | Voix        |             |
| -------------- | ---------------- | -------------- | ------------ | ------------ | ----------- | ----------- |
|                | Alain Brochet*   | PS             | 2 510        | 40,94        | 3 941       | 68,21       |
|                | Stéphane Isnard  | UMP            | 1 528        | 24,92        | 1 837       | 31,79       |
|                | Hervé Mantelet   | EELV           | 1 258        | 20,52        |             |             |
|                | Christine Thomas | FG (PCF)       | 835          | 13,62        |             |             |
|                |                  |                |              |              |             |             |
| Inscrits       | Inscrits         | Inscrits       | 15 731       | 100,00       | 15 731      | 100,00      |
| Abstentions    | Abstentions      | Abstentions    | 9 339        | 59,37        | 9 416       | 59,86       |
| Votants        | Votants          | Votants        | 6 392        | 40,63        | 6 315       | 40,14       |
| Blancs et nuls | Blancs et nuls   | Blancs et nuls | 261          | 4,08         | 537         | 8,50        |
| Exprimés       | Exprimés         | Exprimés       | 6 131        | 95,92        | 5 778       | 91,50       |

*sortant

### Canton de Billom
| Candidats      | Candidats         | Étiquette      | Premier tour | Premier tour | Second tour | Second tour |
| Candidats      | Candidats         | Étiquette      | Voix         | %            | Voix        | %           |
| -------------- | ----------------- | -------------- | ------------ | ------------ | ----------- | ----------- |
|                | Pierre Guillon*   | PS             | 1 474        | 41,72        | 1 755       | 48,67       |
|                | Jean-Pierre Buche | FG (PG)        | 1 448        | 40,98        | 1 851       | 51,33       |
|                | Bernard Sevilla   | UMP            | 611          | 17,29        |             |             |
|                |                   |                |              |              |             |             |
| Inscrits       | Inscrits          | Inscrits       | 7 613        | 100,00       | 7 616       | 100,00      |
| Abstentions    | Abstentions       | Abstentions    | 3 839        | 50,43        | 3 642       | 47,82       |
| Votants        | Votants           | Votants        | 3 774        | 49,57        | 3 974       | 52,18       |
| Blancs et nuls | Blancs et nuls    | Blancs et nuls | 241          | 6,39         | 368         | 9,26        |
| Exprimés       | Exprimés          | Exprimés       | 3 533        | 93,61        | 3 606       | 90,74       |

*sortant

### Canton de Bourg-Lastic
| Candidats      | Candidats            | Étiquette      | Premier tour | Premier tour |
| Candidats      | Candidats            | Étiquette      | Voix         | %            |
| -------------- | -------------------- | -------------- | ------------ | ------------ |
|                | Gilles Battut*       | PS             | 1 165        | 68,05        |
|                | Marie-Thérèse Thomas | FN             | 322          | 18,81        |
|                | Jordi Rozot          | FG (PG)        | 225          | 13,14        |
|                |                      |                |              |              |
| Inscrits       | Inscrits             | Inscrits       | 2 810        | 100,00       |
| Abstentions    | Abstentions          | Abstentions    | 942          | 33,52        |
| Votants        | Votants              | Votants        | 1 868        | 66,48        |
| Blancs et nuls | Blancs et nuls       | Blancs et nuls | 156          | 8,35         |
| Exprimés       | Exprimés             | Exprimés       | 1 712        | 91,65        |

*sortant

### Canton de Chamalières
| Candidats      | Candidats      | Étiquette      | Premier tour | Premier tour |
| Candidats      | Candidats      | Étiquette      | Voix         | %            |
| -------------- | -------------- | -------------- | ------------ | ------------ |
|                | Alain Bresson* | UMP            | 2 964        | 59,27        |
|                | Marion Canales | PS             | 1 076        | 21,52        |
|                | Hélène L.Levet | EELV           | 670          | 13,40        |
|                | Roger Bichon   | FG (PG)        | 291          | 5,82         |
|                |                |                |              |              |
| Inscrits       | Inscrits       | Inscrits       | 11 809       | 100,00       |
| Abstentions    | Abstentions    | Abstentions    | 6 621        | 56,07        |
| Votants        | Votants        | Votants        | 5 188        | 43,93        |
| Blancs et nuls | Blancs et nuls | Blancs et nuls | 187          | 3,60         |
| Exprimés       | Exprimés       | Exprimés       | 5 001        | 96,40        |

*sortant

### Canton de Champeix
| Candidats      | Candidats            | Étiquette      | Premier tour | Premier tour | Second tour | Second tour |
| Candidats      | Candidats            | Étiquette      | Voix         | %            | Voix        |             |
| -------------- | -------------------- | -------------- | ------------ | ------------ | ----------- | ----------- |
|                | Luc Tixier*          | PS             | 1 331        | 44,15        | 1 660       | 100,00      |
|                | Roger-Jean Meallet   | DVG            | 852          | 28,26        |             |             |
|                | Jean-Pierre Chassang | DVD            | 336          | 11,14        |             |             |
|                | Patrick Delhommeau   | FG (PG)        | 303          | 10,05        |             |             |
|                | Éliane Anglaret      | EELV           | 193          | 6,40         |             |             |
|                |                      |                |              |              |             |             |
| Inscrits       | Inscrits             | Inscrits       | 5 306        | 100,00       | 5 306       | 100,00      |
| Abstentions    | Abstentions          | Abstentions    | 2 192        | 41,31        | 3 125       | 58,90       |
| Votants        | Votants              | Votants        | 3 114        | 58,69        | 2 181       | 41,10       |
| Blancs et nuls | Blancs et nuls       | Blancs et nuls | 99           | 3,18         | 521         | 23,89       |
| Exprimés       | Exprimés             | Exprimés       | 3 015        | 96,82        | 1 660       | 76,11       |

*sortant

### Canton de Clermont-Ferrand-Nord-Ouest
| Candidats      | Candidats            | Étiquette      | Premier tour | Premier tour | Second tour | Second tour |
| Candidats      | Candidats            | Étiquette      | Voix         | %            | Voix        | %           |
| -------------- | -------------------- | -------------- | ------------ | ------------ | ----------- | ----------- |
|                | Michèle André*       | PS             | 1 645        | 40,94        | 2 419       | 64,68       |
|                | Christiane Jalicon   | UMP            | 1 162        | 28,92        | 1 321       | 35,32       |
|                | Nicolas Bonnet       | EELV           | 676          | 16,82        |             |             |
|                | Jacques Lanoir       | FG (PCF)       | 359          | 8,96         |             |             |
|                | Scarlett Teuillieres | NPA            | 176          | 4,38         |             |             |
|                |                      |                |              |              |             |             |
| Inscrits       | Inscrits             | Inscrits       | 9 796        | 100,00       | 9 796       | 100,00      |
| Abstentions    | Abstentions          | Abstentions    | 5 604        | 57,21        | 5 812       | 59,33       |
| Votants        | Votants              | Votants        | 4 192        | 42,79        | 3 984       | 40,67       |
| Blancs et nuls | Blancs et nuls       | Blancs et nuls | 174          | 4,15         | 244         | 6,12        |
| Exprimés       | Exprimés             | Exprimés       | 4 018        | 95,85        | 3 740       | 93,88       |

*sortant

### Canton de Clermont-Ferrand-Ouest
| Candidats      | Candidats            | Étiquette      | Premier tour | Premier tour | Second tour | Second tour |
| Candidats      | Candidats            | Étiquette      | Voix         | %            | Voix        | %           |
| -------------- | -------------------- | -------------- | ------------ | ------------ | ----------- | ----------- |
|                | Jean-Yves Gouttebel* | DVG            | 666          | 29,57        | 1 334       | 69,48       |
|                | Pablo Cadoret        | UMP            | 443          | 19,67        | 586         | 30,52       |
|                | Yves Reverseau       | EELV           | 365          | 16,21        |             |             |
|                | Philippe Bohelay     | PS             | 311          | 13,81        |             |             |
|                | Alain Laffont        | NPA            | 218          | 9,68         |             |             |
|                | Claude Chamek        | FG (PCF)       | 153          | 6,79         |             |             |
|                | Christine Perret     | MoDem          | 96           | 4,26         |             |             |
|                |                      |                |              |              |             |             |
| Inscrits       | Inscrits             | Inscrits       | 5 917        | 100,00       | 5 917       | 100,00      |
| Abstentions    | Abstentions          | Abstentions    | 3 588        | 60,64        | 3 793       | 64,10       |
| Votants        | Votants              | Votants        | 2 329        | 39,36        | 2 124       | 35,90       |
| Blancs et nuls | Blancs et nuls       | Blancs et nuls | 77           | 3,31         | 204         | 9,60        |
| Exprimés       | Exprimés             | Exprimés       | 2 252        | 96,69        | 1 920       | 90,40       |

*sortant

### Canton de Clermont-Ferrand-Sud-Est
| Candidats      | Candidats                | Étiquette      | Premier tour | Premier tour | Second tour | Second tour |
| Candidats      | Candidats                | Étiquette      | Voix         | %            | Voix        | %           |
| -------------- | ------------------------ | -------------- | ------------ | ------------ | ----------- | ----------- |
|                | Sylvie Maisonnet         | PS             | 1 108        | 39,12        | 1 788       | 70,20       |
|                | Jean-Philippe Degui      | NC             | 490          | 17,30        | 759         | 29,80       |
|                | Christian Penevere       | FN             | 475          | 16,77        |             |             |
|                | Yves Gueydon             | FG (PG)        | 359          | 12,68        |             |             |
|                | Martine Rembert Mantelet | EELV           | 291          | 10,28        |             |             |
|                | Alain Foulhoux           | DVG            | 109          | 3,85         |             |             |
|                |                          |                |              |              |             |             |
| Inscrits       | Inscrits                 | Inscrits       | 7 353        | 100,00       | 7 353       | 100,00      |
| Abstentions    | Abstentions              | Abstentions    | 4 462        | 60,68        | 4 629       | 62,95       |
| Votants        | Votants                  | Votants        | 2 891        | 39,32        | 2 724       | 37,05       |
| Blancs et nuls | Blancs et nuls           | Blancs et nuls | 59           | 2,04         | 177         | 6,50        |
| Exprimés       | Exprimés                 | Exprimés       | 2 832        | 97,96        | 2 547       | 93,50       |

### Canton de Clermont-Ferrand-Sud-Ouest
| Candidats      | Candidats        | Étiquette      | Premier tour | Premier tour | Second tour | Second tour |
| Candidats      | Candidats        | Étiquette      | Voix         | %            | Voix        | %           |
| -------------- | ---------------- | -------------- | ------------ | ------------ | ----------- | ----------- |
|                | Claudine Lafaye* | NC             | 1 413        | 38,28        | 1 723       | 46,19       |
|                | Dominique Briat  | PS             | 922          | 24,92        | 2 007       | 53,81       |
|                | Odile Vignal     | EELV           | 746          | 20,21        |             |             |
|                | Marianne Aubier  | FG (PG)        | 610          | 16,53        |             |             |
|                |                  |                |              |              |             |             |
| Inscrits       | Inscrits         | Inscrits       | 9 563        | 100,00       | 9 563       | 100,00      |
| Abstentions    | Abstentions      | Abstentions    | 5 723        | 59,95        | 5 602       | 58,58       |
| Votants        | Votants          | Votants        | 3 840        | 40,15        | 3 961       | 41,42       |
| Blancs et nuls | Blancs et nuls   | Blancs et nuls | 149          | 3,88         | 231         | 5,83        |
| Exprimés       | Exprimés         | Exprimés       | 3 691        | 96,12        | 3 730       | 94,17       |

*sortante

### Canton de Combronde
| Candidats      | Candidats         | Étiquette      | Premier tour | Premier tour |
| Candidats      | Candidats         | Étiquette      | Voix         | %            |
| -------------- | ----------------- | -------------- | ------------ | ------------ |
|                | Bernard Favodon*  | FG (App. PCF)  | 1 422        | 51,13        |
|                | Sebastien Guillot | PS             | 594          | 21,36        |
|                | Michel Simon      | UMP            | 442          | 15,89        |
|                | Henri Chosson     | FN             | 323          | 11,61        |
|                |                   |                |              |              |
| Inscrits       | Inscrits          | Inscrits       | 5 607        | 100,00       |
| Abstentions    | Abstentions       | Abstentions    | 2 734        | 48,76        |
| Votants        | Votants           | Votants        | 2 873        | 51,24        |
| Blancs et nuls | Blancs et nuls    | Blancs et nuls | 92           | 3,20         |
| Exprimés       | Exprimés          | Exprimés       | 2 781        | 96,81        |

*sortant

### Canton de Cournon-d'Auvergne
| Candidats      | Candidats          | Étiquette      | Premier tour | Premier tour | Second tour | Second tour |
| Candidats      | Candidats          | Étiquette      | Voix         | %            | Voix        | %           |
| -------------- | ------------------ | -------------- | ------------ | ------------ | ----------- | ----------- |
|                | Bertrand Pasciuto* | PS             | 2 900        | 50,52        | 3 884       | 71,63       |
|                | Michel Renaud      | M-NC           | 1 269        | 22,11        | 1 538       | 28,37       |
|                | Jean Quilleret     | EELV           | 845          | 14,72        |             |             |
|                | Claire Joyeux      | FG (PCF)       | 726          | 12,65        |             |             |
|                |                    |                |              |              |             |             |
| Inscrits       | Inscrits           | Inscrits       | 12 825       | 100,00       | 12 837      | 100,00      |
| Abstentions    | Abstentions        | Abstentions    | 6 892        | 53,74        | 7 004       | 54,56       |
| Votants        | Votants            | Votants        | 5 933        | 46,26        | 5 833       | 45,44       |
| Blancs et nuls | Blancs et nuls     | Blancs et nuls | 193          | 3,25         | 411         | 7,05        |
| Exprimés       | Exprimés           | Exprimés       | 5 740        | 96,75        | 5 422       | 92,95       |

*sortant

### Canton de Cunlhat
| Candidats      | Candidats         | Étiquette      | Premier tour | Premier tour | Second tour | Second tour |
| Candidats      | Candidats         | Étiquette      | Voix         | %            | Voix        | %           |
| -------------- | ----------------- | -------------- | ------------ | ------------ | ----------- | ----------- |
|                | Ludovic Lucot     | FG (PCF)       | 461          | 40,76        | 708         | 59,05       |
|                | Jean Bernard      | NC             | 352          | 31,12        | 491         | 40,95       |
|                | Gilbert Bonnefoy* | DVG            | 318          | 28,12        |             |             |
|                |                   |                |              |              |             |             |
| Inscrits       | Inscrits          | Inscrits       | 1 978        | 100,00       | 1 978       | 100,00      |
| Abstentions    | Abstentions       | Abstentions    | 765          | 38,68        | 705         | 35,64       |
| Votants        | Votants           | Votants        | 1 213        | 61,32        | 1 273       | 64,36       |
| Blancs et nuls | Blancs et nuls    | Blancs et nuls | 82           | 6,76         | 74          | 5,81        |
| Exprimés       | Exprimés          | Exprimés       | 1 131        | 93,24        | 1 199       | 94,19       |

*sortant

### Canton d'Issoire
| Candidats      | Candidats                | Étiquette      | Premier tour | Premier tour | Second tour | Second tour |
| Candidats      | Candidats                | Étiquette      | Voix         | %            | Voix        |             |
| -------------- | ------------------------ | -------------- | ------------ | ------------ | ----------- | ----------- |
|                | Robert Chabaud           | DVG            | 2 023        | 27,03        | 4 275       | 60,54       |
|                | Bertrand Barraud         | UMP            | 1 776        | 23,73        | 2 787       | 39,46       |
|                | Laurys Le Marrec         | PS             | 1 181        | 15,78        |             |             |
|                | Danielle Dumontet        | FN             | 1 026        | 13,71        |             |             |
|                | Hélène Fourvel-Pelletier | EELV           | 863          | 11,53        |             |             |
|                | Marie Scotto             | FG (PG)        | 368          | 4,92         |             |             |
|                | Patrick Goyau            | NPA            | 143          | 1,91         |             |             |
|                | Nathalie Courageot       | DVG            | 104          | 1,39         |             |             |
|                |                          |                |              |              |             |             |
| Inscrits       | Inscrits                 | Inscrits       | 15 888       | 100,00       | 15 887      | 100,00      |
| Abstentions    | Abstentions              | Abstentions    | 8 157        | 51,34        | 8 225       | 51,77       |
| Votants        | Votants                  | Votants        | 7 731        | 48,66        | 7 662       | 48,23       |
| Blancs et nuls | Blancs et nuls           | Blancs et nuls | 247          | 3,19         | 600         | 7,83        |
| Exprimés       | Exprimés                 | Exprimés       | 7 484        | 96,81        | 7 062       | 92,17       |

*sortant

### Canton de La Tour-d'Auvergne
| Candidats      | Candidats           | Étiquette      | Premier tour | Premier tour |
| Candidats      | Candidats           | Étiquette      | Voix         | %            |
| -------------- | ------------------- | -------------- | ------------ | ------------ |
|                | François Marion*    | UMP            | 844          | 50,09        |
|                | Jean-Pierre Andraud | PS             | 841          | 49,91        |
|                |                     |                |              |              |
| Inscrits       | Inscrits            | Inscrits       | 2 619        | 100,00       |
| Abstentions    | Abstentions         | Abstentions    | 836          | 31,92        |
| Votants        | Votants             | Votants        | 1 783        | 68,08        |
| Blancs et nuls | Blancs et nuls      | Blancs et nuls | 98           | 5,50         |
| Exprimés       | Exprimés            | Exprimés       | 1 685        | 94,50        |

*sortant

### Canton de Lezoux
| Candidats      | Candidats                 | Étiquette      | Premier tour | Premier tour | Second tour | Second tour |
| Candidats      | Candidats                 | Étiquette      | Voix         | %            | Voix        |             |
| -------------- | ------------------------- | -------------- | ------------ | ------------ | ----------- | ----------- |
|                | Marie-Gabrielle Gagnarde* | UMP            | 1 906        | 35,71        | 2 614       | 46,31       |
|                | Florent Moneyron          | PS             | 1 823        | 34,16        | 3 031       | 53,69       |
|                | Pauline Guibert           | FN             | 855          | 16,02        |             |             |
|                | Yannick Delis             | FG (PG)        | 753          | 14,11        |             |             |
|                |                           |                |              |              |             |             |
| Inscrits       | Inscrits                  | Inscrits       | 10 647       | 100,00       | 10 646      | 100,00      |
| Abstentions    | Abstentions               | Abstentions    | 5 156        | 48,43        | 4 720       | 44,34       |
| Votants        | Votants                   | Votants        | 5 491        | 51,57        | 5 926       | 55,66       |
| Blancs et nuls | Blancs et nuls            | Blancs et nuls | 154          | 2,80         | 281         | 4,74        |
| Exprimés       | Exprimés                  | Exprimés       | 5 337        | 97,20        | 5 645       | 95,26       |

*sortant

### Canton de Manzat
| Candidats      | Candidats              | Étiquette      | Premier tour | Premier tour | Second tour | Second tour |
| Candidats      | Candidats              | Étiquette      | Voix         | %            | Voix        | %           |
| -------------- | ---------------------- | -------------- | ------------ | ------------ | ----------- | ----------- |
|                | Alain Escure*          | DVG            | 1 706        | 41,68        | 2 216       | 61,47       |
|                | Pierre Pinet           | PCF            | 1 083        | 26,46        | 1 389       | 38,53       |
|                | Véronique Barale       | NC             | 584          | 14,27        |             |             |
|                | Pierre Leroy           | FN             | 432          | 10,55        |             |             |
|                | Marie-Hélène Rousseaux | EELV           | 288          | 7,04         |             |             |
|                |                        |                |              |              |             |             |
| Inscrits       | Inscrits               | Inscrits       | 7 983        | 100,00       | 7 963       | 100,00      |
| Abstentions    | Abstentions            | Abstentions    | 3 796        | 47,55        | 3 925       | 49,42       |
| Votants        | Votants                | Votants        | 4 187        | 52,45        | 4 028       | 50,58       |
| Blancs et nuls | Blancs et nuls         | Blancs et nuls | 94           | 2,25         | 423         | 10,50       |
| Exprimés       | Exprimés               | Exprimés       | 4 093        | 97,75        | 3 605       | 89,50       |

*sortant

### Canton de Montaigut
| Candidats      | Candidats      | Étiquette      | Premier tour | Premier tour | Second tour | Second tour |
| Candidats      | Candidats      | Étiquette      | Voix         | %            | Voix        | %           |
| -------------- | -------------- | -------------- | ------------ | ------------ | ----------- | ----------- |
|                | Pierrette Ray* | DVG            | 1 657        | 47,68        | 2 174       | 59,92       |
|                | Alain Robert   | UMP            | 1 265        | 36,40        | 1 454       | 40,08       |
|                | Michel Beurier | PCF            | 553          | 15,91        |             |             |
|                |                |                |              |              |             |             |
| Inscrits       | Inscrits       | Inscrits       | 6 554        | 100,00       | 6 552       | 100,00      |
| Abstentions    | Abstentions    | Abstentions    | 2 912        | 44,43        | 2 756       | 42,06       |
| Votants        | Votants        | Votants        | 3 642        | 55,57        | 3 796       | 57,94       |
| Blancs et nuls | Blancs et nuls | Blancs et nuls | 167          | 4,59         | 168         | 4,43        |
| Exprimés       | Exprimés       | Exprimés       | 3 475        | 95,41        | 3 628       | 95,57       |

*sortant

### Canton de Pionsat
| Candidats      | Candidats       | Étiquette      | Premier tour | Premier tour | Second tour | Second tour |
| Candidats      | Candidats       | Étiquette      | Voix         | %            | Voix        | %           |
| -------------- | --------------- | -------------- | ------------ | ------------ | ----------- | ----------- |
|                | Laurent Dumas   | PS             | 662          | 44,46        | 880         | 56,27       |
|                | Jérôme Gaumet   | UMP            | 610          | 40,97        | 684         | 43,73       |
|                | Gérard Misalski | PCF            | 217          | 14,57        |             |             |
|                |                 |                |              |              |             |             |
| Inscrits       | Inscrits        | Inscrits       | 2 207        | 100,00       | 2 206       | 100,00      |
| Abstentions    | Abstentions     | Abstentions    | 650          | 29,45        | 577         | 26,16       |
| Votants        | Votants         | Votants        | 1 557        | 70,55        | 1 629       | 73,84       |
| Blancs et nuls | Blancs et nuls  | Blancs et nuls | 68           | 4,37         | 65          | 3,99        |
| Exprimés       | Exprimés        | Exprimés       | 1 489        | 95,63        | 1 564       | 96,01       |

### Canton de Pont-du-Château
| Candidats      | Candidats               | Étiquette      | Premier tour | Premier tour | Second tour | Second tour |
| Candidats      | Candidats               | Étiquette      | Voix         | %            | Voix        | %           |
| -------------- | ----------------------- | -------------- | ------------ | ------------ | ----------- | ----------- |
|                | Gérard Betenfeld*       | PS             | 2 789        | 42,90        | 4 116       | 65,10       |
|                | Stéphanie Flori-Durfour | UMP            | 1 747        | 26,87        | 2 207       | 34,90       |
|                | Michel Bages            | PCF            | 870          | 13,38        |             |             |
|                | Michel Bages            | EELV           | 861          | 13,24        |             |             |
|                | Jean-Paul Tailhandier   | NPA            | 234          | 3,60         |             |             |
|                |                         |                |              |              |             |             |
| Inscrits       | Inscrits                | Inscrits       | 16 227       | 100,00       | 16 227      | 100,00      |
| Abstentions    | Abstentions             | Abstentions    | 9 392        | 57,88        | 9 446       | 58,21       |
| Votants        | Votants                 | Votants        | 6 835        | 42,12        | 6 781       | 41,79       |
| Blancs et nuls | Blancs et nuls          | Blancs et nuls | 334          | 4,89         | 458         | 6,75        |
| Exprimés       | Exprimés                | Exprimés       | 6 501        | 95,11        | 6 323       | 93,25       |

*sortant

### Canton de Randan
| Candidats      | Candidats          | Étiquette      | Premier tour | Premier tour |
| Candidats      | Candidats          | Étiquette      | Voix         | %            |
| -------------- | ------------------ | -------------- | ------------ | ------------ |
|                | Eric Gold*         | DVG            | 1 847        | 75,88        |
|                | Eric Assad         | FN             | 451          | 18,53        |
|                | Michel Laveyssière | NPA            | 136          | 5,59         |
|                |                    |                |              |              |
| Inscrits       | Inscrits           | Inscrits       | 4 732        | 100,00       |
| Abstentions    | Abstentions        | Abstentions    | 2 147        | 45,37        |
| Votants        | Votants            | Votants        | 2 585        | 54,63        |
| Blancs et nuls | Blancs et nuls     | Blancs et nuls | 151          | 5,84         |
| Exprimés       | Exprimés           | Exprimés       | 2 434        | 94,16        |

*sortant

### Canton de Riom-Est
| Candidats      | Candidats           | Étiquette      | Premier tour | Premier tour | Second tour | Second tour |
| Candidats      | Candidats           | Étiquette      | Voix         | %            | Voix        | %           |
| -------------- | ------------------- | -------------- | ------------ | ------------ | ----------- | ----------- |
|                | Jean-Claude Zicola* | PS             | 1 670        | 26,75        | 3 177       | 53,17       |
|                | Lionel Chauvin      | NC             | 1 411        | 22,60        | 2 798       | 46,83       |
|                | Anne Faurot         | FN             | 971          | 15,55        |             |             |
|                | Joseph Pellizzaro   | PCF            | 813          | 13,02        |             |             |
|                | Bruno Frégonèse     | EELV           | 615          | 9,85         |             |             |
|                | Thierry Roux        | DVD            | 553          | 8,86         |             |             |
|                | Michel Bages        | NPA            | 210          | 3,36         |             |             |
|                |                     |                |              |              |             |             |
| Inscrits       | Inscrits            | Inscrits       | 13 598       | 100,00       | 13 597      | 100,00      |
| Abstentions    | Abstentions         | Abstentions    | 7 167        | 52,71        | 7 108       | 52,28       |
| Votants        | Votants             | Votants        | 6 431        | 47,29        | 6 489       | 47,72       |
| Blancs et nuls | Blancs et nuls      | Blancs et nuls | 188          | 2,92         | 514         | 7,92        |
| Exprimés       | Exprimés            | Exprimés       | 6 243        | 97,08        | 5 975       | 92,08       |

*sortant

### Canton de Saint-Amant-Roche-Savine
| Candidats      | Candidats        | Étiquette      | Premier tour | Premier tour |
| Candidats      | Candidats        | Étiquette      | Voix         | %            |
| -------------- | ---------------- | -------------- | ------------ | ------------ |
|                | Jean-Luc Coupat* | DVG            | 556          | 74,83        |
|                | Jacques Pouget   | NC             | 187          | 25,17        |
|                |                  |                |              |              |
| Inscrits       | Inscrits         | Inscrits       | 1 256        | 100,00       |
| Abstentions    | Abstentions      | Abstentions    | 485          | 38,61        |
| Votants        | Votants          | Votants        | 771          | 61,39        |
| Blancs et nuls | Blancs et nuls   | Blancs et nuls | 28           | 3,63         |
| Exprimés       | Exprimés         | Exprimés       | 743          | 96,37        |

*sortant

### Canton de Saint-Germain-l'Herm
| Candidats      | Candidats        | Étiquette      | Premier tour | Premier tour |
| Candidats      | Candidats        | Étiquette      | Voix         | %            |
| -------------- | ---------------- | -------------- | ------------ | ------------ |
|                | Dominique Giron* | DVG            | 893          | 74,35        |
|                | Simon Rodier     | MoDem          | 308          | 25,65        |
|                |                  |                |              |              |
| Inscrits       | Inscrits         | Inscrits       | 2 158        | 100,00       |
| Abstentions    | Abstentions      | Abstentions    | 897          | 41,57        |
| Votants        | Votants          | Votants        | 1 261        | 58,43        |
| Blancs et nuls | Blancs et nuls   | Blancs et nuls | 60           | 4,76         |
| Exprimés       | Exprimés         | Exprimés       | 1 201        | 95,24        |

*sortant

### Canton de Saint-Gervais-d'Auvergne
| Candidats      | Candidats      | Étiquette      | Premier tour | Premier tour |
| Candidats      | Candidats      | Étiquette      | Voix         | %            |
| -------------- | -------------- | -------------- | ------------ | ------------ |
|                | Michel Girard* | FG (PCF)       | 1 136        | 50,99        |
|                | Bernard Favier | PS             | 644          | 28,90        |
|                | René Poumerol  | NC             | 448          | 20,11        |
|                |                |                |              |              |
| Inscrits       | Inscrits       | Inscrits       | 3 587        | 100,00       |
| Abstentions    | Abstentions    | Abstentions    | 1 288        | 35,91        |
| Votants        | Votants        | Votants        | 2 299        | 64,09        |
| Blancs et nuls | Blancs et nuls | Blancs et nuls | 71           | 3,09         |
| Exprimés       | Exprimés       | Exprimés       | 2 228        | 96,91        |

*sortant

### Canton de Saint-Rémy-sur-Durolle
| Candidats      | Candidats          | Étiquette      | Premier tour | Premier tour | Second tour | Second tour |
| Candidats      | Candidats          | Étiquette      | Voix         | %            | Voix        |             |
| -------------- | ------------------ | -------------- | ------------ | ------------ | ----------- | ----------- |
|                | Olivier Chambon    | PS             | 1 331        | 37,42        | 1 851       | 64,09       |
|                | Annie Pérufel      | PG             | 757          | 21,28        | 1 037       | 35,91       |
|                | Matthieu Four      | UMP            | 680          | 19,12        |             |             |
|                | Eric Faurot        | FN             | 595          | 16,73        |             |             |
|                | Hubert Constancias | EELV           | 194          | 5,45         |             |             |
|                |                    |                |              |              |             |             |
| Inscrits       | Inscrits           | Inscrits       | 6 796        | 100,00       | 6 795       | 100,00      |
| Abstentions    | Abstentions        | Abstentions    | 3 130        | 46,06        | 3 380       | 49,74       |
| Votants        | Votants            | Votants        | 3 666        | 53,94        | 3 415       | 50,26       |
| Blancs et nuls | Blancs et nuls     | Blancs et nuls | 109          | 2,97         | 527         | 15,43       |
| Exprimés       | Exprimés           | Exprimés       | 3 557        | 97,03        | 2 888       | 84,57       |

*sortant

### Canton de Sauxillanges
| Candidats      | Candidats        | Étiquette      | Premier tour | Premier tour |
| Candidats      | Candidats        | Étiquette      | Voix         | %            |
| -------------- | ---------------- | -------------- | ------------ | ------------ |
|                | Bernard Sauvade* | DVG            | 1 460        | 57,94        |
|                | Jean-Pierre Rey  | NC             | 396          | 15,71        |
|                | François Blanc   | EELV           | 341          | 13,53        |
|                | Eric Sinsard     | PCF            | 323          | 12,82        |
|                |                  |                |              |              |
| Inscrits       | Inscrits         | Inscrits       | 5 167        | 100,00       |
| Abstentions    | Abstentions      | Abstentions    | 2 515        | 48,67        |
| Votants        | Votants          | Votants        | 2 652        | 51,33        |
| Blancs et nuls | Blancs et nuls   | Blancs et nuls | 132          | 4,98         |
| Exprimés       | Exprimés         | Exprimés       | 2 520        | 95,02        |

*sortant

### Canton de Thiers
| Candidats      | Candidats               | Étiquette      | Premier tour | Premier tour | Second tour | Second tour |
| Candidats      | Candidats               | Étiquette      | Voix         | %            | Voix        | %           |
| -------------- | ----------------------- | -------------- | ------------ | ------------ | ----------- | ----------- |
|                | Annie Chevaldonné*      | PG             | 1 271        | 30,95        | 2 286       | 100,00      |
|                | Claude Nowotny          | PCF            | 769          | 18,73        |             |             |
|                | Patrick Kaliciak        | FN             | 736          | 17,92        |             |             |
|                | Tahar Bouanane          | DVG            | 547          | 13,32        |             |             |
|                | Ginette Beugnet Le Roch | NC             | 414          | 10,08        |             |             |
|                | Frédéric Loubeyre       | PS             | 369          | 8,99         |             |             |
|                |                         |                |              |              |             |             |
| Inscrits       | Inscrits                | Inscrits       | 9 783        | 100,00       | 9 783       | 100,00      |
| Abstentions    | Abstentions             | Abstentions    | 5 410        | 55,30        | 6 808       | 69,59       |
| Votants        | Votants                 | Votants        | 4 373        | 44,70        | 2 975       | 30,31       |
| Blancs et nuls | Blancs et nuls          | Blancs et nuls | 267          | 6,11         | 689         | 23,16       |
| Exprimés       | Exprimés                | Exprimés       | 4 106        | 93,89        | 2 286       | 76,84       |

*sortante

### Canton de Veyre-Monton
| Candidats      | Candidats            | Étiquette      | Premier tour | Premier tour | Second tour | Second tour |
| Candidats      | Candidats            | Étiquette      | Voix         | %            | Voix        | %           |
| -------------- | -------------------- | -------------- | ------------ | ------------ | ----------- | ----------- |
|                | Hervé Prononce       | NC             | 2 516        | 31,19        | 3 102       | 38,49       |
|                | Jean-Pierre Decombas | DVG            | 2 434        | 30,17        | 4 958       | 61,51       |
|                | Catherine Souchal    | PS             | 1 372        | 17,01        |             |             |
|                | Richard Vogl         | EELV           | 932          | 11,55        |             |             |
|                | Dominique Cottant    | PCF            | 813          | 10,08        |             |             |
|                |                      |                |              |              |             |             |
| Inscrits       | Inscrits             | Inscrits       | 18 901       | 100,00       | 18 900      | 100,00      |
| Abstentions    | Abstentions          | Abstentions    | 10 262       | 54,29        | 10 433      | 55,20       |
| Votants        | Votants              | Votants        | 8 639        | 45,71        | 8 467       | 44,80       |
| Blancs et nuls | Blancs et nuls       | Blancs et nuls | 572          | 6,62         | 407         | 4,81        |
| Exprimés       | Exprimés             | Exprimés       | 1 050        | 93,38        | 8 060       | 95,19       |

*sortant

### Canton de Vic-le-Comte
| Candidats      | Candidats                 | Étiquette      | Premier tour | Premier tour | Second tour | Second tour |
| Candidats      | Candidats                 | Étiquette      | Voix         | %            | Voix        |             |
| -------------- | ------------------------- | -------------- | ------------ | ------------ | ----------- | ----------- |
|                | Roland Blanchet*          | PS             | 2 351        | 50,93        | 3 328       | 76,02       |
|                | Michaël Angermann         | NC             | 784          | 16,98        | 1 050       | 23,98       |
|                | Philippe Pupion           | PCF            | 693          | 15,01        |             |             |
|                | Elisabeth Collange-Potron | EELV           | 583          | 12,63        |             |             |
|                | José Moralès              | EXG            | 205          | 4,44         |             |             |
|                |                           |                |              |              |             |             |
| Inscrits       | Inscrits                  | Inscrits       | 10 489       | 100,00       | 10 489      | 100,00      |
| Abstentions    | Abstentions               | Abstentions    | 5 661        | 53,97        | 5 824       | 55,52       |
| Votants        | Votants                   | Votants        | 4 828        | 46,03        | 4 665       | 44,48       |
| Blancs et nuls | Blancs et nuls            | Blancs et nuls | 212          | 4,39         | 287         | 6,15        |
| Exprimés       | Exprimés                  | Exprimés       | 4 616        | 95,61        | 4 378       | 93,85       |

*sortant